# 宁崇瑞
宁崇瑞（1957年3月—），汉族，籍贯山西朔县，生于甘肃兰州，中华人民共和国政治人物，中国民主建国会会员。曾担任第十一届全国政协常务委员、民建中央委员、甘肃省委主委。2008年，当选第十一届全国政协常务委员，代表中国民主建国会，分入第七组。2018年1月，当选第十三届全国政协委员。